# 6094 Хісако
6094 Хісако (6094 Hisako) — астероїд головного поясу, відкритий 10 листопада 1990 року.
Тіссеранів параметр щодо Юпітера — 3,351.